# Alborada (telenovela)
Alborada è una telenovela messicana trasmessa su Las Estrellas dal 24 ottobre 2005 al 24 febbraio 2006.